# Monanthocitrus
Monanthocitrus es un género con cinco especies de plantas de flores perteneciente a la familia Rutaceae. 

## Especies seleccionadas
- Monanthocitrus bispinosa
- Monanthocitrus cornuta
- Monanthocitrus grandiflora
- Monanthocitrus oblanceolata
- Monanthocitrus paludosa